# Северни Тучоне
Северни Тучони су атабаскански народ, староседеоци су централног Јукона на северозападу Канаде. Данас насељавају мањи део своје традиционалне територије. Севернотучонски језик, као и блиско сродни јужнотучонски језик, припада централноаљаско-јуконској подгрупи северне гране атабасканских језика.
Северних Тучонеа је 2007. било око 1.100. Према подацима пописа становништва Канаде, севернотучонским језиком је 2011. говорило 210 људи.

## Подгрупе у 21. веку
Севернотучонске „прве нације” и насеља укључују:
- Ф`рст нејш`н оф Начо Нијак Дан (са седиштем у Мејоу):[3]
  - Мејо
  - Стјуарт Кросинг
- Лит`л Салм`н/Кармакс ф`рст нејш`н (са седиштем у Кармаксу):[4]
  - Кармакс
- Селк`рк ф`рст нејш`н (са седиштем у Пели Кросингу):[5]
  - Пели Кросинг

Све три севернотучонске „прве нације” су део севернотучонског племенског већа.
Поред три наведене севернотучонске „прве нације” постоји још једна прва нација која има мешовито чланство, а чији један део припадника су Северни Тучони:
- Вајт Рив`р ф`рст нејш`н (са седиштем у Бив`р крику):[6]
  - Бив`р крик

Вајт Рив`р ф`рст нејш`н има мешовито чланство, укључује Северне Тучоне и Танане (Горње Танане).

## Историја
Пре контакта са белцима Северни Тучони су били ловци-сакупљачи, главни плен били су им карибуи, лосови, дивље овце и пастрмке. Северни Тучони су имали матрилинеарни систем сродства и наслеђивања. Већина их је била организована у две егзогамне групе које су се звале Врана и Вук.
До првог контакта са белцима дошло је средином 19. века. Северни Тучони су покушавали да избегну сусрете са белцима, када би се у њиховој близини нашли белци, премештали су своје ловачке логоре.
Након успостављања контакта са белцима дошло је до развоја трговине између њих. Међутим, током великог дела 19. века Хани који су били насељени на реци Јукон низводно од Северних Тучона ближе трговинској постаји Хадсон беј компаније у Форт Јукону основаној 1847. су ометали приступ Северним Тучонима трговинској постаји. Након што је неколико хиљада белаца, дошло у време Златне грознице у Клондајку (Јуконске златне грознице) 1898. Хани су скоро потпуно уништени. Прву трговинску постају на територији Северних Тучонеа Форт Селк`рк је основао 1842. трговац Роберт Кембел, међутим њу су 1852. уништили тлингитски трговци.
Северни Тучони су дуван, ватрено оружје и остале западњачке производе углавном набављали посредством својих суседа Приобалних Тлингита, а затим су те производе продавали Тананама (Горњим Тананама). Због трговине је повремено долазило до сукоба међу домороцима. Ипак, са својим суседима Тагишима, Северни Тучони су углавном били у пријатељским односима. Зависност у трговини Северних Тучона од Тлингита се смањила након поновног насељавања белих трговаца и трагача за златом око реке Јукон, а потпуно је нестала 1898. након почетка Златне грознице у Клондајку (Јуконске златне грознице). Прву трговинску постају која је основана на територији Северних Тучона након уништења Форт Селк`рка основала је група белих трговаца Харпер, Мејо и Мекквeстин 1886. на ушћу реке Стјуарт, а седам година касније 1893. Харпер је обновио постају Форт Селк`рк.
Већина од неколико хиљада белаца, колико је дошло у време Златне грознице у Клондајку (Јуконске златне грознице) 1898. на територију Северних Тучона је следеће године отишла. Ипак, након 1900. неколико пута су откривана налазишта руда злата, сребра, бакра и олова и отварани рудници на територији коју су насељавали Северни Тучони, последица је трајно насељавање више хиљада белаца на њиховој традиционалној територији.